# Oreothlypis
Oreothlypis – rodzaj ptaków z rodziny lasówek (Parulidae).

## Występowanie
Rodzaj obejmuje gatunki występujące w Ameryce Centralnej i Meksyku.

## Morfologia
Długość ciała 11–12 cm, masa ciała 7–13 g.

## Systematyka

### Etymologia
Nazwa rodzajowa jest połączeniem słów z języka greckiego: ορος oros, ορεος oreos – „góra” (to znaczy wulkan Irazú, Kostaryka) oraz θλυπις thlupis – niezidentyfikowany mały ptak, być może jakaś zięba lub pokrzewka. W ornitologii thlypis oznacza albo cienkodziobą tanagrę lub, jak w tym przypadku, lasówkę.

### Podział systematyczny
Taksony umieszczone w Oreothlypis na podstawie badań genetycznych. Do rodzaju należą następujące gatunki:
- Oreothlypis superciliosa (Hartlaub, 1844) – lasówka białobrewa
- Oreothlypis gutturalis (Cabanis, 1861) – lasówka ognistogardła